# Welser Heide
Welser Heide este o arie protejată (arie de protecție specială avifaunistică — SPA) din Austria întinsă pe o suprafață de 129,8 ha, integral pe uscat.

## Localizare
Centrul sitului Welser Heide este situat la coordonatele 48°10′56″N 14°02′26″E / 48.1822°N 14.0406°E.

## Înființare
Situl Welser Heide a fost declarat arie de protecție specială avifaunistică în iunie 2014 pentru a proteja 12 specii de animale.

## Biodiversitate
Situată în ecoregiunea continentală, aria protejată nu include niciun habitat protejat.
La baza desemnării sitului se află mai multe specii protejate de  păsări (12): ciocârlie-de-câmp (Alauda arvensis), erete de stuf (Circus aeruginosus), erete vânăt (Circus cyaneus), prepeliță (Coturnix coturnix), cristeiul de câmp (Crex crex), presură sură (Emberiza calandra), becațină comună (Gallinago gallinago), sfrâncioc roșiatic (Lanius collurio), culic mare (Numenius arquata), mărăcinar (Saxicola rubetra), mărăcinar negru (Saxicola torquatus), nagâț (Vanellus vanellus).
Pe lângă speciile protejate, pe teritoriul sitului au mai fost identificate 1 specie de păsări.